# ビートたけしのオールナイトニッポン
『ビートたけしのオールナイトニッポン』は、ニッポン放送の人気深夜放送『オールナイトニッポン』のうち、木曜日にビートたけしがパーソナリティを担当した番組。1981年1月1日から1990年12月27日、深夜1:00〜3:00に、基本的に生放送されていた。

## 概要
ビートたけしの絶頂期に放送されていたラジオ番組で、ビートたけしがツービートを離れ単独で担当した初のメイン番組にして、漫才ブームからフライデー襲撃事件を経て映画監督となるまで、一貫して担当していた唯一の番組でもある。
オープニングトークと曲の後は前半がフリートーク、後半に各コーナーというのが通常のパターン。「毒ガス標語」に代表される時事ネタや社会事象への風刺、や自身のプライベート、仕事の話をメインに据えた巧みなトークに加え、時に各種のツアーやロケ、更にはスタジオにおいて運動やテレビゲームなど視覚を主体とした企画を実行する斬新さにより、当時の若者の人気を獲得したのみならず、演芸・芸能に携わる業界人にも多大な影響を与えた番組で、「伝説のオールナイトニッポン」と称される事もある。

## 開始までの経緯
たけしが「漫才ブーム以後」のステップを模索していた所に、当時オールナイトニッポンのプロデューサーを務めていた近衛正通から引き合いが来て実現したもの。
近衛によれば、そもそもは、『ダディ竹千代のオールナイトニッポン』に、1980年8月頃にツービートが「世の中、これはどうなっているんだ」というコーナーに、ゲストとして登場させたことから始まる。ツービートの2人はプロデューサーの近衛の予想通りに喋ってくれたが、放送後、ツービートの所属事務所の太田プロダクションに電話をしたら、その副社長が電話に出てしまい、ギャラ（出演料）の事でもみ合ってしまったため、事務所に直接向かった。そこで、プロデューサーの近衛と副社長の話し合いが持たれ、近衛が副社長に対して、「ラジオの予算が低い」という趣旨の話をしたら、その副社長は「そちらの五並びでいいわよ」と了承した。しかし、副社長は、さらに、近衛に対して、「オールナイトの枠は空いてないの?」と問うと、近衛が「ないですね」と返答した。副社長によれば、「実はTBSからツービートのラジオをやらないかってオファーがあるのよ。だけどさ、同じ局の『パックインミュージック』に星セント・ルイスが出てるし、文化放送じゃ、ザ・ぼんちが『セイ!ヤング』をやってるの。出来たらツービートはニッポン放送でやらせたくてさ」と言ってきた。しかし、近衛は当時の漫才ブームというのは、ピンと来ていなかったという。そこへ、副社長が「ウチの娘が中島みゆきのファンでね、おたくのオールナイトを聴いているのよ。私の考えを言うと、娘が『ツービートは絶対ニッポン放送よ!』というわけ」といった。近衛によれば、この言葉は「殺され文句」だったといい、「ひとまず持ち帰ります」と言って事務所を後にした。
1980年の秋に『ダディ竹千代のオールナイトニッポン』の番組続行ができなくなったと判断し、木曜深夜の第1部が空くことになった。そこで、副社長に対して、近衛が「来年一月からなら、どうにか出来そうです」と伝えたところ、これまた、ギャラ（出演料）の事でもみ合ったが、ツービートの2人の内、「一人で喋るのはどうですか」と提案し、「それは面白いかもしれないわね」と述べた。しかし、ニッポン放送の場合、予算の管理は編成管理部が行っていたため、その部長がギャラ（出演料）に関しては厳しかったため、話し合いが持たれ、妥協点が見つかった為、副社長も納得したという。後に、近衛は、「たけしさんのオールナイト誕生の、最大の功労者は二人分の予算を出さなかった」編成管理部の部長だったと振り返っている。
そして、放送作家の高田文夫が、たけしに対して「深夜ラジオやらない?」というお誘いがあったが、これに対してたけしは「『タケちゃんがしゃべりだして、オレ（高田文夫）が一緒にしゃべれば絶対にイケる』みたいなことを、あの人（高田文夫）はなんか確信を持ってたみたいで。『なんだよ、そんなの、どうせ（ギャラ）安いんだろ』って、『漫才（ブーム）も終わりだから、ちょっと暇だししゃべるか』とかなんとか言ってね」ということを明かした。また、なぜラジオに取り組もうとしたかについては、「オレはわりかし新しいネタを作ってるつもりでいたんだけど。ほかの漫才師たちは売れたことで楽しみだしちゃって。お金もいっぱいあるし。だから、ああ、これはもう終わりだな、と思って…」とこのままでは漫才ブームが終わるのではないかと危惧を持ったという。
当初は穴埋め的に始まった番組だったが、いざ始まってみれば、聴取率記録を打ち立てるなど若者を中心に人気が爆発し、丸10年のロングランになった。この時間帯の裏番組『パックインミュージック』（オールナイト側で言う「木曜1部」=「金曜未明」）は『金曜ナチ・チャコパック』が放送されていた。この『ナチ・チャコパック』が長期に渡り人気を博する一方、オールナイトニッポンは南こうせつ（南こうせつのオールナイトニッポン、1975年4月〜1976年12月と1978年4月〜1979年3月に担当）や桑田佳祐（桑田佳祐のオールナイトニッポン、1979年4月〜1980年6月に担当）を起用したが、それでも、聴取率の面で『ナチ・チャコパック』を上回る事ができなかった。しかし、この『ビートたけしのオールナイトニッポン』が始まったことによって、『ナチ・チャコパック』に対し、聴取率の面で追い越して、前述したように聴取率記録を打ち立てたため、1981年の年末にTBSラジオが『ナチ・チャコパック』のみならず、パックインミュージック全体の終了を決断させた。

## 特徴
- たけしは漫才時と同様に非常な早口で喋りまくり、「相方」の高田文夫[13]の合いの手と相まって独特のテンポで進行されていた。この「本来はアシスタントでもない裏方が、メインパーソナリティの相方として登場し、会話や笑い声でトークを盛り上げる」という手法は、その後のラジオ番組に大きな影響を与えている。それ以前にも『欽ちゃんのドンといってみよう!』に裏方の作家集団（パジャマ党）が登場するなどということはあったが、高田のように恒常的にサブキャラとして相方を務める例はほとんど見られなかった。
- 時事ネタや芸能界裏話、社会現象から深夜放送ならではの下ネタまで、幅広い内容のフリートークを展開した。人気絶頂のタレントの本音が聞ける番組として、一般リスナーはもちろん業界人やマスコミ関係者も注目していた。
- 「音声のみで伝える」というラジオ番組の特性を敢えて無視した事も多い。全員でラジオ体操をするだけの企画や仮装でツアーに行く企画、跳び箱に挑戦する企画など、ラジオには不向きと思われる企画が度々放送されたが却ってリスナーの想像力をかき立てた。一方で余りにも下らない投稿にはハガキでマイクに突っ込みを入れ、たけしの笑い声と共に「ボコッ」という音が流れて臨場感が伝わる事もあった。いずれも従来は無かったラジオメディアの使い方である。
- 取り上げる話題や企画は「たけしが個人的に面白いと思う物」が基準であり、既存の知名度等に依存しなかった。その為いわゆる業界用語や芸界の専門用語、マイナーな芸人など一般的でない単語や事柄を特に説明なくトークの流れで喋った。この番組で一般的になった業界用語や人名も多い。
- 常連投稿者の「ハガキ職人」を重用。このハガキ職人という言葉は、この番組が発祥とされている。投稿してきたギャグやコントを多く取り上げた。番組にハガキが採用されるとポイントが貯まり、上位の投稿者は北の屋での忘年会やビヤガーデンなどに招待する事もあった。また、その模様は度々生放送された。
- たけしはテレビ番組では次第に当初のアナーキーな過激さが失われたと評されたが、当番組では猥雑な個性を発揮し続けていた。「この番組はナウい君たちの番組ではなく、私の番組です」と公言し[14]、クレームにも殆ど動じず過激な企画を放送していた。しかし一方でハガキ職人の招待やリスナーへのプレゼントなど、実際にはリスナーやファンを大切にしていた。
- 「メインパーソナリティー+放送作家+ハガキ職人」、放送内容をまとめた番組本の出版という、お笑い系ラジオ番組の現在に至る基本形を確立した歴史的番組である。

## フリートークの内容
主に自身の体験談で、番組や映画制作時の裏話から家族や不倫相手までリアルかつ赤裸々な内容だった。その他にも時事ネタやスポーツ、下ネタ、芸人や関係者の武勇伝など幅広い。多くは面白おかしい内容だったが、時には巨人の江川卓引退時や自身のファンの在り方など、笑い無しで真剣に語る事もあり、特に江川の引退直後の放送では、早すぎる引退をしきりに惜しんでいた。政治や社会現象を語る時の切り口は鋭く、そのファンは若者に留まらず著名人や知識・文化人にも広まった。
なお、フリートークといっても全てがアドリブという訳ではなく、ネタ帳に話す内容が箇条書きされていた。これは後にラサール石井らが語っている。

## 番組で取り上げられた人物
この番組で人気を得たり有名になった人物も多数いる。たけしの師匠である深見千三郎や玉乗りの江川マストンの様に、浅草の舞台を主な活動の場にしていた一般的には知名度の低い芸人や、前田隣のように以前は人気があったが廃れてしまった芸人、普通は表に出ない裏方など、当時の若者や一般リスナーには馴染みの薄かった人物が多く紹介された。

### 歌手・俳優・タレント
村田英雄
ひょんな事から「村田英雄の頭はデカい」という話になり、リスナーからネタを募ったところ村田に馴染みのなかった若年層から人気が爆発、「ムッチーブーム」の火付け役となった。敬意とおちょくりを交え、村田のことは「村田先生」と呼ぶのが通例だった。1981年5月のコーナー放送中に、当時まだ面識の無かった村田からスタジオに電話が入り、初めは録音だと思っていたたけしは、生電話だと知るや応対にたじろいでいた。また、後に村田を正式なゲストとして招き、たけしが村田の親分とともに三波組を叩き斬る任侠物のドラマ「男の盃」を放送したこともある。最初は滑稽なコント劇の予定だったが、村田が本気で乗り気になったため、作家の高田文夫が村田を褒め称える内容に急遽書き換えた。
高倉健
たけしの役者論である「役者は存在感だけあれば下手でも構わない。高倉健だってそんなに上手くは無い。オレもやろうと思えば役者なんていつでも出来るが、役者には漫才は出来ないだろう」をインタビュー記事で読み、「面白い奴だ」と興味を持つ。後に映画『夜叉』でたけしと共演。その際に田中邦衛と漫才をやろうとした等のエピソードや、映画撮影の裏話などがネタにされた。その後も1〜2年に1度は食事を共にしたり携帯電話で連絡を取り合う等、たけしとは高倉が亡くなるまで交流があった。
伊丹幸雄
初め視聴者から番組宛てに、伊丹のアイドル当時の「ウィスパーカード」というメッセージ入りソノシートが届き、番組で流したところ余りのキザな内容に人気が出て本人もゲスト出演。後に『オレたちひょうきん族』の出演のきっかけになる。
安岡力也
当時は少し忘れかけられた存在だったが、様々な映画で脇役を勉めていて、たけしが見掛けていたところから『オレたちひょうきん族』の「ホタテマン」に抜擢し、以後、安岡は再ブレイクを果たした。当時大人だった安岡の強面かつコミカルな個性から、架空の武勇伝などを紹介する。これも大半はハガキ職人の創作。
大橋巨泉
当時たけしと共演が多く、番組での裏話や「無理やりゴルフにつきあわされる」、「無理やりリゾートマンションを買わされる」といったようなプライベートのエピソードがネタにされた。
逸見政孝
当時フジテレビアナウンサー。たけしとはテレビ番組での共演から親交を深め、その人となりがネタにされた。特に当番組に出演した際に、著書『マジメまして逸見です』10冊をリスナーにプレゼントしたが応募が8通しかなく、「自分でハガキを選ぶ」と言う逸見に困ったというエピソードは有名。その後も度々共演し、逸見が亡くなるまで親交があった。
深澤弘
当時ニッポン放送アナウンサー。後に同社専務取締役。「ミスターショウアップナイター」と言われたスポーツ実況の第一人者。たけしが野球中継のゲスト解説で関根潤三と共に度々共演。「ニッポン放送の深澤さん」として、その人となりや裏話が良くネタにされた。
塚越孝
当時ニッポン放送アナウンサー。後にフジテレビに移籍(平成24年逝去)。番組直前の時報前コメントを担当。たけしがそれを受けて「また塚が余計な事を言ってやがるな」等とコメントするのが定番だった。塚越の番組『朝からたいへん!つかちゃんです』も度々ネタにされ、たけし欠席時には代打も務めるなど当番組には縁が深い。
和田弘とマヒナスターズ
ひょんな事から番組内で話題になり、1988年新年会企画などに出演した。後に『北野ファンクラブ』で共演したり、マヒナ40周年記念アルバムでも共演するなど長い付き合いになる。
伊吹二郎
「いのちの女」などのヒット曲を持つ演歌歌手。その人となり等がネタになり番組に乱入した事もある。番組では「銀座の伊吹さん」と呼ばれていた。

### お笑い芸人
ポール牧
一連の自慢めいたホラ話。これも大半はハガキ職人の創作。
島田洋七
その途方もないホラ話が度々ネタにされ、ビアガーデン企画などで出演もした。
若人あきら（現：我修院達也）
年齢詐称ではないかと番組で疑われ、言動に時代錯誤があるという証言をする。
ホラッチョ宮崎
トロンボーン漫談が持ち芸のピン芸人。当時浅草の舞台で活動。中田ガッタン・ゴットン、江川マストンなどと共に面白い芸名がネタにされた。たけしが弟子におかしな芸名をつけるキッカケになった人物。2016年に話題になったショーンKの学生時代のあだ名「ホラッチョ川上」の由来はここから来たという説が唱えられている。
林家彦六
長屋住まいの噺家としてのエピソードや、独特な話し方のまね、広沢瓢右衛門との天国お迎えレースなどがネタとされた。

### スポーツ選手
ガッツ石松
彼にまつわる様々な笑える「伝説」を紹介。村田英雄のコーナーとよく似た内容で、これも大半はハガキ職人の創作。
ジャイアント馬場
馬場の身体がいかにデカいかを面白おかしく度々ネタにされた。
長嶋茂雄
当時いわゆる浪人中で、野球解説の他にも『全英オープンゴルフ中継』やソウルオリンピックのレポーターなど様々な仕事をしていた長嶋のエピソードが良くネタにされた。たけし謹慎中に自ら心配してゴルフに誘ったのに誰を誘ったか忘れ、ゴルフ場で「たけしさんもゴルフですか、誰とですか?」と聞いてきたエピソードは有名。
南牟礼豊蔵
当時阪急ブレーブス在籍のプロ野球選手。その面白い名前とユニークなエピソードが度々ネタにされた。

### 事務所関係者
副社長（フクシャ）
太田プロ磯野（旧姓:太田）泰子副社長。やり手で知られた副社長の言動を虚実織り交ぜて披露。副社長のことは「フクシャ」と呼ぶのが通例だった。同社磯野勉社長（フクシャの夫）の話題も頻繁に登場した。
菊地忠
当時たけしのマネージャー。極度の酒乱で別名「ジキル菊地」。数々の武勇伝が番組で披露され、後に『オレたちひょうきん族』（歌へたのルーツ）や『ビートたけしのスポーツ大将』に出演するなど有名になった。現在は太田プロ部長である。
高瀬幸途
当時の太田出版編集長。後の同社社長。たけし関連本の出版を多く手がけ、「太田出版の高瀬さん」として学生時代のエピソードなどが良くネタにされた。キドカラー大道の悪口を言って太田出版まで怒鳴り込まれた事もある。
森昌行
当時、テレビ制作会社・スーパープロデュース（現クリエイティブ30）のディレクターで、後のオフィス北野代表取締役社長。『アイドルパンチ』以来たけしの番組を多く手がけ、「スーパープロデュースの森さん」や、たけし独立後は「事務所の森さん」としてデンセンマンの中に入っていた話などが度々ネタにされた。

### 業界関係者
伊藤輝夫（現：テリー伊藤）
当時IVSテレビ制作の辣腕ディレクターで知られ、「IVS伊藤」として番組でもネタにされた。『天才・たけしの元気が出るテレビ!!』の総合演出を担当。ビアガーデン企画などに出演した。
桂邦彦
当時TBSプロデューサー。通称「TBSの桂さん」。たけしメインの番組を多数制作しながら全くヒットさせられない桂の珍妙な言動を、虚実織り交ぜて紹介。本人がビアガーデン企画等に出演した事もある。たけしは桂を揶揄しながらも、何とかヒット番組を作り男にしてやろうと考えているフシがあったと見られる。その思いは『痛快なりゆき番組 風雲!たけし城』で結実することになる。
吉田宏
テレビ制作会社イーストの当時ディレクター。現プロデューサー。その肉体的特徴や人となりなどが度々ネタにされた。現在に至るまで番組制作で共演。
景山民夫
当時は構成作家で、たけしと共演が多かった。ヒット作も多かったが潰した番組も多く、番組内で度々ネタにされた。
安原相国
当時たけしと共演が多かった松本伊代のチーフマネージャー。当時の事務所名（ボンド企画）に因んで「ボンドの安」や、何でも仕切りたがる事から「チェック安原」の名でネタにされ番組でも親しまれた。元々は業界用語だった「仕切る」は、ここから一般的になったと言われている。
久世光彦
当時テレビ制作会社KANOX代表で奇才と言われたテレビ演出家。たけし主演のドラマを数多く手がけ、撮影時のエピソード等がネタにされた。番組内では「カノックス久世さん」と呼ばれていた。
南英司
通称「バンドの南さん」。元は「青山三丁目バンド」を率いて『お笑いスター誕生!!』等に出ていたが、バンド名を「足立区バンド」に変え、たけしのバックバンドを務めた。たけしの曲の作・編曲も担当し、テレビ番組でも共演。その人となりや妙なサイドビジネスの話題がネタにされた。
堀切ミロ
当時たけしの担当スタイリスト。奇抜なファッションセンスや宴会好きから「悪魔の館」とネタにされた。2003年9月1日、肝不全のため59歳で死去。
長良じゅん
芸能プロダクション・長良プロダクション社長。俳優や演歌歌手が多く所属しており、たけしと共演も多かった事から親交があり「長良事務所の長良さん」、そのオールバックの髪型を「カブトムシのメスみたいな頭」などと、番組内で度々ネタにされた。
大島渚
映画『戦場のメリークリスマス』での抜擢が縁で、トカゲにキューを出す等の一途ながらもトンチンカンな映画撮影の裏話などがネタにされた。後に度々たけしと共演。
小池秀彦
当時ビクター音楽産業のディレクター。元カシオペアのメンバー。たけしの楽曲を多く手がけ、「ビクターの小池さん」や「ジャイアント小池」としてレコーディングの裏話などがネタにされた。後に『北野ファンクラブ』の「亀有ブラザース」キーボードとしても共演。

### 家族その他
たけしの家族
実母・北野さき、実父・北野菊次郎との少年時代のエピソードや小遣いせびりの手口などがネタにされた。また、妻の北野幹子（元漫才師）や娘の北野井子、長男の篤などとの家庭生活での話題も多く語られた。他にも当時ペンションを経営していた安子（姉）の話題や、北野うし（祖母）、北野重一（長兄）や北野大（次兄）、泣き売をしていた叔父の北野右吉、義弟（幹子の弟）の松田秀士など、さながら一族縁者総出演の感があった。
北の屋の板さん
別名「スネーク田中」。元は福井県敦賀市で働いていたが、たけしが映画『夜叉』のロケで訪れた事から知り合いスカウト。たけしが東京・四谷に開いた居酒屋・北の屋の店主となる。その人となりや女癖の悪さなどが番組でネタになり、後に『ビートたけしのスポーツ大将』や『北野ファンクラブ』にも出演した。水道橋博士のホームページによると現在でも交流がある模様。
茜のマスター
神宮外苑で「スナック茜」を経営。現在も続く草野球リーグ「茜リーグ」の主催者。たけしと軍団が草野球帰りに茜を度々利用し、その縁でネタにされた。後に『北野ファンクラブ』にも出演した。
水島新司
草野球が縁で知り合い、その後度々共演。その人となり等がネタにされ、長男の水島新太郎（当時おぼっちゃま）を弟子に取るなどした。
おタカさん
ツービートの下積み時代にビートきよしと同棲していたオカマのダンサー。元自衛隊員。営業を共にこなすなど寝食を共にした。同棲の様子や武勇伝などがネタにされた。
タンス屋の若旦那
たけしの学生時代からの友人で、下積み時代に彼の家に居候していた事もある。たけしにホモ行為を迫ろうとした事があり、「今度は北野君の番」のフレーズで有名。度々ネタにされた。たけしとは現在も交流がある。
マチコちゃん
当時のガダルカナル・タカの彼女。JAC出身で、タカとの生活ぶりやモモレンジャーに入っていた等のエピソードが度々ネタにされた。『スポーツ大将』の草野球企画にてたけし軍団チーム側のスコアラーを務めていた事もある。

## 各種企画

### 主なコーナー
- たまきん全力投球、おなきん全力投球
  - 番組草創期の目玉コーナー。タイトルは当時人気絶頂のたのきんトリオの『たのきん全力投球!』（TBS系）をもじった物。合理的かつ画期的な男性の自慰行為の方法（おなきん〜では女性の自慰方法）を募集するというもの。「アソコをトイレットペーパーに差込み、紙を出しながら芯を回転させ、アソコと芯の摩擦で快楽を生む」ローリング・ドリーマー[17] や、「池の中に腰下ぐらいまでつかり、アソコの先端部に鯉の餌である麩を付けたバンドを装着させ、鯉が麩を食う時の口使いで快楽に耽る」方法、さらには「自動車のチェンジレバーの代わりにアソコを突き出しておき、何も知らずに乗り込んできた女性が激しくギヤチェンジ操作を行う感触で快感を貪る」方法など、大半は絶対に実行不可能なものだった。女子禁制の様なコーナーであり、当時女性リスナーから「たのきんトリオのコーナーと勘違いして聞いてしまった」という苦情も寄せられたという（真偽不明）。番組終了後の復活特番ではスタッフ等から「くれぐれも触れないように」と釘を刺される事もある過激なコーナーだった。
- 不幸の尺八コーナー
  - たけしが練習しても上手く吹けない尺八をリスナーに送りつけ、吹いた録音と証拠写真を送り返すという、初期の名物コーナー。不幸の手紙に因んで名付けられた。
- 鶴太郎の色物の広場
  - 初期に番組後半に行われていた鶴太郎一人のコーナー。たけしの休憩名目だったが、殆どの場合たけしの乱入で強制終了させられた。
- 弟子やめさせコーナー
  - 一番弟子のそのまんま東（現：東国原英夫）とワクチン丸山を辞めさせるためのいやがらせを募集するコーナー。たまきん全力投球の実験台にする、参院選の際コロムビア・トップの選挙事務所付近で洗濯洗剤トップの街頭CM（トップは落ちる！）をやらせるなどの案が寄せられた。寄せられたネタの内、僅かな所持金で全国各地のリスナーを訪ねる「不幸の弟子コーナー」が実際に行われた。そのまんま東は、宮崎県知事就任後に出演した「東国原英夫のオールナイトニッポン」でこの企画について「全国の様々な所に行って仕事をして給金を貰い、また別な場所に行くという電波少年の様なコーナーだった」回顧している。
- デカアタマコーナー
  - 村田英雄を再ブレイクさせた企画。大御所歌手・村田にまつわるトンチンカンなエピソードを紹介。当初は実話だったが、たけしとハガキ職人による荒唐無稽な創作が大半。「三波、三橋、村田デカ頭コーナー」として始まったが、村田先生はジョークとして流してくれそうだが、他の2人は怒りそうだと、リスナーからは村田ネタばかりが寄せられ、村田英雄だけのコーナーとなりムッチーブームを生み出した。
- 伊丹幸雄コーナー
  - ラジオ版『あの人は今!?』。
- ガッツ石松コーナー
  - いわゆる「ガッツ伝説」ネタを募集するコーナー。後のはなわによる物とほぼ同様の内容。番組初期のコーナーだが中期に復活。
- フロッグマン・コーナー
  - 正式なコーナーではないが、1984年2月に海外からリスナーへの土産に買ってきた、風呂場用の玩具人形「フロッグマン」を紹介し、泳ぐ音だけを放送するなどしたところ火がつき、我こそはフロッグマンを貰おうとネタを投稿するリスナーが続出した。その総数は百数十万通に及ぶ。自分が如何にフロッグマンに憧れているかの投稿を競ったり、「フロッグマン想像図」を送るなどした。1984年の当番組を代表する話題であった。後に「フロッグマンの父」も登場。
- ニューウェイブ寿司屋コーナー
  - 芸能人のスキャンダルや時事ネタなどを寿司屋に当てはめたパロディーコーナー。後に「お寿司屋さんコーナー」に改題している。
- カッペ発見法
  - 上京したての地方出身者（カッペ）を見分ける方法を投稿するコーナー。
- あれはいくらだコーナー
  - スケベ椅子など、一般販売店では売られていない商品の値段を調べるコーナー。
- ラジオ体操コーナー
  - 番組中期の1985年頃に行われていた、午前2時の時報と共にラジオ体操をするというだけの企画。夏休みにはリスナーを集めてのラジオ体操大会も実施された。なお、当時たけしの追っかけをしていた玉袋筋太郎はこの収録前日、仲間と共に実家の隣の小学校にあったラジオ体操の看板をスタジオに持ち込もうとして、警察に補導された経験を持つ[18]。
- 中年エレジーコーナー
  - 中年の悲哀をネタにするコーナー。「〜したまでは良かったが」がお決まりのフレーズ。
- 3人の息子コーナー
  - たけし、高田文夫、すがぬま伸それぞれの息子たちを比べる、いわゆる三段オチギャグコーナー、高田さんの息子は優等生、たけしの息子はお調子者、すがぬま伸の息子はいじられ役の割り振りで、すがぬま伸かたけしの息子でオチとなる。
- ケーシー高峰コーナー
  - ケーシー高峰の十八番である医療ダジャレネタを募集するコーナー。番組中期のコーナーで一時なくなったが、後期に復活した。
- フルチンは笑えるコーナー
  - 神主や裁判官など「上半身はフォーマルで下半身がフルチンだったら」という物を募集するコーナー。後にノーパンも追加された。
- 自己診断コーナー
  - 「〜した時つい〜してしまう」事を募集するコーナー。「クラスの嫌われ者」や「更年期」など幾つかパターンがあった。いわゆる「あるあるネタ」の嚆矢。
- 新製品CMコーナー
  - 当時放送されていた「ブラウン電動シェーバー」の、街頭インタビュー形式CMのパロディーを募集するコーナー。
- マヌケなものコーナー
  - 特に枠を設けず、世の中のマヌケな物を募集するコーナー。ほぼ番組の全期間に渡って存続した。
- 恐怖映画「蛇」コーナー
  - 当時公開された恐怖映画のCMが、仰々しく長いキャッチコピーと単純過ぎるタイトルのギャップの妙にヒントを得て、日常品に恐怖映画ばりの仰々しいキャッチコピーを付けるコーナー。
- 掟破りの逆グルメコーナー
  - 当時のグルメブームに対抗し、不味い店を面白おかしく紹介するコーナー。
- 使ってみましたコーナー
  - 主に通販商品やアイデアグッズをネタに、商品を使用した体験談を紹介するコーナー。
- とどめの一言ビクターの犬コーナー
  - 5代目古今亭志ん生が、自身のギャグの意味が分からず首をかしげていた客に「何考えんだ蓄音機の犬!」と叫んだ故事に因んで名付けられた、突っ込みの言い回しを考えるコーナー。ハガキ職人・道上ゆきえの提案で始まった。
- 比較人類学・一般人対マヌケコーナー
  - 特定の状況に対する「一般人」と「マヌケ」の対応の違いをネタにするコーナー。
- こんな民宿はイヤだコーナー
  - 民宿に関するエピソードをネタにするコーナー。
- こんな役はイヤだコーナー
  - ドラマや映画の役柄をネタにするコーナー。
- カレーがうるさいコーナー
  - 世の中のあらゆる事象についての含蓄ある表現を募集するコーナー。たけしが少年時代、食事のカレーライスを食べかけで放置していたのを母親から「うるさいよ!このカレー（カレーが食べかけで片付けられない状態のこと）」と注意されたエピソードを番組内で語ったことから企画された。
- ジキル菊池とらばーゆコーナー
  - たけしと軍団が太田プロダクションから独立した後の菊池マネージャーの進路について考えるコーナー。
- きよし殴ったろかコーナー
  - たけしの相方ビートきよしのムカツク所をネタにするコーナー。
- 東の印税利用法・これは情けない商売コーナー
  - 「情けないが成立しそうな商売」を募集するコーナー。そのまんま東が著書『ビートたけし殺人事件』で得た印税の使い道について番組内で盛り上がったことから企画された。
- 北野観光「黒い風船」ツアー
  - とんでもない架空のツアー旅行企画を募集するコーナー。コーナー名は日本旅行の国内ブランド「赤い風船」のもじり。
- イタリア人「チンポブラリーノ」コーナー
  - 面白い外国人名を募集するコーナー。殆どが下ネタだった。
- 祭り囃子が聞こえるコーナー
  - 知られざる架空の奇祭を募集するコーナー。
- 「動け馬場」コーナー
  - プロレス会場に「動け馬場!」という垂れ幕があったというネタから派生した、垂れ幕の文句を考えるコーナー。
- マジックのタネはこれだコーナー
  - 元々はMr.マリックのタネを推理するコーナーだったが、次第に手品師を題材にした架空のタネを考えるコーナーになった。
- 番組を潰したのはアイツだコーナー
  - テレビ番組打ち切りの戦犯を募集するコーナー。
- 犬田ワン・コーナー
  - 当時たけしがテレビ番組で扮していた「犬田ワン」や「猫田ニャン」などの動物キャラ名を募集するコーナー。次第に「誰田お前」などのように真ん中に「田」があれば何でも良くなった。
- この世の物とも思えぬあの世コーナー
  - 「馬力のある牛」などの逆説的表現を募集するコーナー。
- 唯一の汚点コーナー
  - 有名人や著名人にとって、その人生において汚点になるであろう出来事を募集するコーナー。たけしもネタにされた事があり、「漫才コンクールで京丸・京平に負け2位」「話題賞で犬に負けた」等、その都度「大きなお世話だ」とたけしが返答している。
- 「私の半年間」コーナー
  - フライデー襲撃事件による半年の番組中断期間に何をしていたかを募集するコーナー。自分が如何に再開を待ちこがれていたかや、中には「山ごもりしていたので何があったか知りません」など、多くが復帰後のたけしを激励するものだった。
- 軍団パンクラチオン
  - 軍団とセピアによるシャッフルコンビのネタ対抗戦。ネタがリスナーに募集された事もあった。
- タケちゃんを大学生にしようコーナー
  - 1984年に、たけしの「大学を受験する」という宣言に対し、その受験校を推薦・勧誘するというコーナー。たいがいはそこがいかにレベルの低い大学かを紹介する内容だった。

送られてくるネタがワンパターンだったり、内容が過激すぎたりで、企画倒れに終わった短命なコーナーが多く、1ヶ月続けばいい方であった、わずか1回で終わったコーナーも数知れずある。

### 番組招待企画
ネタの出来映えの良いハガキ職人を番組に招待する企画。当初は印象重視だったが1985年から採用毎にポイントで記録し、年に1回から2回ほど番組に招待していた。年末・年始の場合は「忘年会」や「新年会」、夏場の場合は「ビアガーデン」と称した。ニッポン放送社屋屋上に特設ビアガーデン会場を設置したり、当時たけしが経営していた居酒屋・北の屋から中継した事もあった。ハガキ職人以外にも遊びに来た業界関係者、仕込んだイベントコンパニオンやレースクイーン等も参加。飲み物や料理は主にスポンサーとのタイアップや参加者の持ち込みだが、北の屋の板さんが現場で作る事もあった。
なお初のビアガーデンは本来、番組本「三国一の幸せ者」のベストセラーを記念して企画されたもので、リスナー招待企画ではなかった。花を添える水着ギャルを募集するなど準備万端だったが、当日が雨天で無念の中止となった。

### ツアー企画
スタジオ以外から中継する企画。場所柄に相応しくない仮装でスキー場や海水浴場へ行く「悪魔のスキーツアー」（1988年1月）や「地獄のサマービーチツアー」（1988年8月）、当時たけしが経営していた北野印度カレーのカレーショップの宣伝を兼ねた「軽井沢おかまツアー」（1987年8月）などがあった。事前に一般参加者を募り生放送で行われた。他にも新島（1985年7月）や中禅寺湖畔（1989年6月）からの中継もあった。

### ロケ企画
たけしがスタジオにおり、軍団・セピアが外から中継する企画。真冬のニッポン放送屋上に「たけちゃん神社」を作り軍団がパンツ一丁でお参りに行く（1982年1月）、生放送中にリスナーに島田洋七のラーメン屋へ食べに行くよう呼びかけ店の様子をレポートに行く（1987年9月）等があった。

### ラジオドラマ企画
初期の頃に行われた企画。村田英雄を招いての任侠ドラマ「男の盃」二部作や、不幸の尺八コーナーから派生した「遅かった尺八」、「荒野の1ドル尺八」などがあった。たけし・高田・軍団などが出演し、効果音に凝るなど本格的な作りの物を事前収録して放送された。

### 連動企画
- 日本アカデミー賞・鞍馬天狗事件（1986年2月）
  - たけしが第9回日本アカデミー賞で、助演男優賞（『夜叉』）、ニッポン放送話題賞・俳優部門（『哀しい気分でジョーク』）でノミネートされ、表彰式の模様を当番組でも放送した。たけしは鞍馬天狗の扮装で現れ、一同から大顰蹙を買ってしまった。その時の裏話もあわせて放送。
- たけしの跳び箱オリンピック（1988年12月）
  - 1988年12月1日に「たけしの跳び箱オリンピック」という企画が放送された。『ビートたけしのスポーツ大将』との連動企画で、少年時代から苦手としていた跳び箱の克服に成功する。森末慎二をゲストに迎え、直前の様子など放送全編を使っての特番だった。同年12月14日にスポーツ大将でも放送。

### 単発企画
- 賞金5万円企画（1981年7月）

聴取率トップの社長表彰で貰った賞金5万円をリスナーに預け、少しずつ好きな事に使いながら次のリスナーにリレーしていく企画。企画段階では大いに盛り上がったが、最初のリスナーが残金を400円にしてしまい、1回で終了してしまった。
- 「札幌の女」激白企画（1982年1月）

元々は札幌の高級クラブで、たけしが島田洋七のお気に入りのホステスを横取りした事に端を発する。その後の生放送にホステスを「札幌の女」と称して呼び、たけしをスタジオから閉め出して、たけしとの一夜の様子を生々しく暴露した。たけしは一族から大顰蹙を買った。
- ラロトンガ島ニセ生放送（1982年9月）

ラロトンガ島での映画『戦場のメリークリスマス』撮影のため番組が事前収録になった事を逆手に取り、現地からの生放送と偽った企画。急遽海底ケーブルを繋いだという体で、衛星中継ばりに音声にタイムラグを出すなど細かい演出でリスナーを欺いたが、番組内で鶴太郎（有楽町のニッポン放送にスタンバイしているという設定で出演）が暴露。もちろんシャレだった。
- 井手らっきょ先生のカラ出張企画（1986年5月）

井手らっきょがウソのスケジュールで妻を欺いて浮気をしている事を利用し、井手だけ偽のスケジュールで浮気をさせておいて生放送で暴露した、一種のドッキリ企画。井手にスタジオまで電話をさせ、あわてふためく様子まで放送した。翌週には後日談も放送。
- ノックバット大道裁判（1986年5月）

当時たけしの弟子だったキドカラー大道と古田古が、『スポーツ大将』での収録中に起こしたトラブルを裁く企画。軍団内で検察と弁護に分かれて裁判形式で番組を進行し、判決で古田は遠島の刑となった。
- 二代目・亀頭白之助襲名披露（1988年11月）

たけしの弟子だった亀頭白之助が辞めるのに伴い、水道橋博士を「二代目・亀頭白之助」に襲名させる企画。仰々しい襲名披露宴を執り行い、実際に亀頭白之助に芸名を変更して芸能活動を行っていた。しかし、玉袋筋太郎とコンビを組んでいたために、所属事務所から亀頭と玉袋では仕事を取りにくいと言われ、3ヶ月で元の芸名に戻った。

### プロレス企画
1987年に旗揚げされた「たけしプロレス軍団（TPG）」をプロデュースする企画。元は東京スポーツ誌上で語られた企画だったが、番組内で練習生を募集したり、マサ斉藤を招いて公開オーディションを行い、その模様を放送するなどした。練習生の中には後のスペル・デルフィン等がいた。詳細はたけしプロレス軍団の項を参照。

### たけし欠席時企画
- たけしが1986年12月にフライデー襲撃事件を起こした際には、上柳昌彦アナと高田文夫が事件と正面から向き合う企画を生放送、リスナーからの声を受け止めた。
  - これ以降、翌年の3月19日まではオーディション番組「お笑い新人類大集合!!」（1987年1月いっぱい）やビートきよし、やしきたかじん・円広志、片岡鶴太郎、明石家さんまなどのスペシャルパーソナリティで繋ぎ、3月26日からは代理パーソナリティを大竹まことが務めた。ただし当初は、ピートこけしと名乗っていた。この期間の番組表タイトルにパーソナリティ名はなかった。
  - 中断期間中に「オールナイトニッポンオーディション」という、パーソナリティー争奪ゴングショーが開催された。主に地方のパーソナリティーを選抜するもので、この中に田中義剛や清水圭・和泉修がいた。後に彼らは正式にパーソナリティーに起用されている。
- 中断期間以外にも、本人が番組をドタキャンしてしまう場合があった。1989年7月には1ヶ月丸々休む事も。多くは総集編の放送や軍団が穴埋めをしたが、爆笑問題、山田邦子、池田貴族、上柳アナなど代打を立てる事もあった。
  - 伊集院光は金曜2部のパーソナリティ時代に、過労で倒れたたけしの代打として、当時自らがプロデュースし話題となった芳賀ゆいと共に『伊集院光と芳賀ゆいのオールナイトニッポン』を放送。(1990年9月6日)

## 主なハガキ職人
当番組は数多くのハガキ職人を輩出し、その中からベン村さ来や小泉せつ子といったプロの構成作家も生まれた。「ハガキ職人」という言葉自体、この番組から生まれたと言われる。番組招待企画で互いに面識がある者もあり、ハガキ職人同士の横の繋がりもあった。
- 古林繁樹
  - 番組内でビートたけしに『お前は天才だ』と言わしめた主に「たまきん全力投球」で活躍した超人気ハガキ職人第1号。代表作に「深夜坊主」「熱心坊主 木魚乱れ打ち」等。番組内企画で不幸の尺八を最初に送りつけられた人。当時大阪府立茨田（まった）高校在学。現在はCMディレクター。
- 小泉せつ子
  - 当初は番組への招待を受けず存在が謎とされていたが、中期以降に姿を現す。現在はプロの構成作家。
- ベン村さ来
  - 下ネタや落語ネタを得意としたハガキ職人だが、字が下手な事で有名だった。現在はプロの構成作家。
- 道上ゆきえ
  - 「ハガキ職人」を初めて自称した人物。落語ネタやナンセンスネタを得意とし、イラストも達者で番組本に掲載された事もある。サムソン深見やピッチャー稲尾などの別名でも投稿した。ベン村さ来・小松千里とハガキ職人軍団「有楽町ハリケーンズ」を結成。当番組終了後は一般人として店舗経営などの傍ら、近年はコミックマーケットで自身の画集を発表するなどしている。
- ガダルカナル・バカ
  - 番組後期に活躍した女性ハガキ職人。女性ながら下ネタが得意だった。
- 松田浩
  - 音楽ネタが得意で自身で作曲した曲を番組内で披露した事もある。
- 溝口徹
  - 現在は広島県の映画館「横川シネマ!!」支配人。
- 板橋の鈴木
  - 後のたけし軍団グレート義太夫である。
- 世田谷の吉田
  - 後のお笑いプロデューサーヒロ吉田である。

- 他

## 番組ファンおよび影響を受けた有名人
作家の小林信彦、映画プロデューサーの角川春樹など、当番組のファンだと表明した著名人は数多い。小田和正、坂本龍一、三宅裕司、ウッチャンナンチャンなど後に共演する著名人にもファンが多かった。
生放送中の乱入も度々あり、志村けんがドリフ内部の人間関係を吐露したり、和田アキ子が泥酔状態で参加し放送禁止用語を連発するといったハプニングがあった。また、札幌雪祭りの中継のため、札幌STVラジオから放送したときは地元の松山千春がゲストで出演し『北の国から』の作家倉本聰に対し爆弾発言を行った。
また、当時小学生から高校生だったリスナーが後に番組の作り手となって担当した深夜放送には当番組の影響は大きく、代表的なものとして『伊集院光 深夜の馬鹿力』、『電気グルーヴのオールナイトニッポン』などがある。
- 伊集院光
  - 同番組のリスナーであったこと、そしてこの番組の後に放送されていた『谷山浩子のオールナイトニッポン』のリスナーであったことを『伊集院光 深夜の馬鹿力』で語っている。自身が金曜2部を担当していた同番組の晩年には、体調不良でダウンしたたけしに代わり、一度だけ急遽名古屋のCBCラジオから芳賀ゆいと一緒に『伊集院光と芳賀ゆいのオールナイトニッポン』を放送している。
- 電気グルーヴ（石野卓球、ピエール瀧）
  - 『電気グルーヴのオールナイトニッポン』を始める際にモデルとして意識した番組に、『笑福亭鶴光のオールナイトニッポン』『坂本龍一のサウンドストリート』と並んでこの番組を挙げている。ブラックなトークとネタの源流にたけしの影響があり、特に卓球は大好きな曲としてたけしの『俺は絶対テクニシャン』を挙げている。
- 松村邦洋
  - ヘビーリスナーだった松村は後に『松村邦洋のオールナイトニッポン』担当が決まった時には非常に感激した。当番組ハガキ職人のベン村さ来が構成作家で参加しており、2時間すべてたけしのものまねで送る「ほぼビートたけしのオールナイトニッポン」を放送した事もある。
- 太田光（爆笑問題）
  - 当番組のファンであったことを『たけしの日本教育白書』で共演した際に本人の前で表明した。また、たけしの代理パーソナリティーとして同番組に出演した際に曰く「たけしイズム」を出そうと「たけしさんがとうとう死んじゃいました」とボケ発言をし、それが問題となった。また、番組冒頭から浅草キッドを執拗に挑発したため水道橋博士がスタジオに殴りこんでくるなどその他にも問題が多発した。
- 秋本治
  - たけしの大ファンで当番組も欠かさずチェックしていた。自身の漫画『こち亀』にも「ヤスハラシキリ」なる「チェック安原」が元ネタのキャラを登場させていた。
- やくみつる
  - 当番組ヘビーリスナーで、チンポブラリーノコーナーを大絶賛していた。
- ナンシー関
  - 当番組の大ファンで、放送を録音した約300本のカセットテープを所有していた。毎週放送日は予定をいれず自室で生で聞きながら録音し、そのテープを毎日再生し次週の放送を待つという生活を1986年末まで続けていたほどのヘビーリスナーだった。関なおみの名前で自身で投稿を行い採用された事もある[21][22]。ナンシー関の文体が、たけしの口調の模倣に近いのは多くの人から指摘されている。
- 宮藤官九郎
  - 中学、高校時代にヘビーリスナーだった。呼吸よく相づちを打つ高田文夫に憧れて、日大芸術学部に入学したころは放送作家を目指していた[23][24]。
- 岩崎宏美
  - ヘビーリスナーだった。後に『北野ファンクラブ』に出演した際に語っている。
- さまぁ〜ず
  - 2人はたけしに憧れており、自身の番組内で度々触れている。
- 越前屋俵太
  - 「たけしさんは心の師匠」と自身の番組内で語り、後に幾つかの番組で共演している。
- さくらももこ
  - 学生時代リスナーだった。後に『ビートたけしの三国一の幸せ者』の文庫本のあとがきを執筆している。自身の漫画『ひとりずもう』の作中で、当番組を聴く場面が描かれている（ただし、実際の放送開始時期とはズレがある）[25]。
- 山本晋也
  - 普段から当番組のファンだったが、フライデー襲撃事件時のリスナーからの声を受け止める企画に対して、「子供達が子供達なりに真剣に考えているのにジーンとした。大人はもっとシッカリしないと。」とコメントを寄せた。
- 松尾スズキ
  - この番組のヘビーリスナーで、「果てしなくスピーディーで果てしなく危険で果てしなく猥褻で果てしなく意味がない」、「お笑いに求めるほとんどのものがその二時間に恐ろしいほどの濃密さでつめこまれていた」[26] と評価している。
- 西村賢太
  - 第2回から毎週欠かさず聴き、ビートたけしと高田文夫のやりとりから多くを得たという[27]。
- 西島秀俊
  - 漫才ブームの頃からの大ファンで、当番組ヘビーリスナー。録音テープを数多く所有し、水道橋博士にダンボール箱で送ったこともある。映画『Dolls』出演時に初対面を果たすが、当初はファンだと言う事は隠していた。その後たけしファンを公言するようになり、バラエティ番組でも共演を果たす。
- 横山雄二
  - 現在は『オールナイトニッポン』1部のネット局の一つである、中国放送（RCC）のアナウンサー。少年時代リスナーで、2回はがきを出して2回とも読まれた（ラジオネームは「宮崎の横山」など）。
- 山口恵以子
  - たけしがフジテレビの『ワイドナショー』にゲスト出演（2015年4月5日放送）した際に、山口が当番組のヘビーリスナーだった事を語った。

## 番組終了とその後
たけしは1989年の暮れ頃から番組降板を申し入れていた。
たけしにとっては漫才ブームの頃から唯一担当し続けていた番組であり、またインタビュー等でも「この番組のファンが一番オレの事を分かってくれている」と語り、フライデー事件後の復帰も当番組を選ぶなど愛着もあった。スタッフ側としては当番組は当初より衰えたとは言え依然人気があり、「あと3ヶ月だけ、あと半年だけ」とたけしサイドを説き伏せて番組を続行していた。しかし映画監督など次のステップを踏み出そうとしていた事もあり、「10年で区切りをつけたい」という本人の意志で終了する事となった。
1990年12月27日の最終回当日、ニッポン放送は関係者一同が赤絨毯でたけしを迎え、名場面集などを放送。スタジオには関係者数十人が、社屋周辺には終了を惜しむ数百人のリスナーが詰めかけた。通常エンディングは一同声を合わせて「せーの、バイビ〜!」と言っていたが最終回のみ、たけし1人で「ありがとう、さようなら」と言って番組とリスナーに別れを告げた。
2000年代に入ってたけしは、フライデー事件で『オールナイトニッポン』は基本的に終わっていたと振り返っている。番組開始と同時にいち早くコラムで取り上げて面白さを伝えた作家の小林信彦も、1990年の番組終了時に内容的には5年前に終わっていたとしている。
また、2017年4月6日に放送されたフジテレビ系の番組「ビートたけしの私が嫉妬したスゴい人」の総合司会として出演した際にも、この人気のあった番組の終了について、「8年目（1987年ごろ）ぐらいでもうダメだ」と思い、「適切な言葉が…しゃべりたいんだけど（出ないようになった）」として、「『損得』っていうか『忖度（そんたく）』か、（『とく』と『たく』を）間違える。それで高田（文夫）先生におれあんまりしゃべれなくなってるよ、アドリブが効かなくなった、って（言った）」ことを告白した上で、「だからあの番組の後半（の5年間）は自分でも恥ずかしいぐらい手を抜いてるんだよ」とも告白し、この時点で降板することを決意したと告白した。
なお本番組終了後、1991年2月13日から始まったフジテレビの深夜番組『北野ファンクラブ』は高田文夫と同窓会的に本番組の名残として始められた番組だった。

## 主な事件簿（略年表）

### 1981年
- 1月
  - 1月1日、「元旦やモチで押し出す2年グソ!」の第一声で番組開幕。木曜1部の前任者であったダディ竹千代がオープニングのみゲスト出演
- 2月
  - 松鶴家千とせ生活保護事件、「伊丹幸雄コーナー」で松鶴家千とせが生活保護を受けていると冗談で言ったところ、真に受けた女性誌記者が本人に取材に行き騒動に
- 3月
  - 幻の同時発射事件、スケジュールの都合で当番組が録音である事を、ロケ先で生放送していた『セイ!ヤング』に乱入して暴露した事件
- 5月
  - 村田英雄が番組に登場
  - ホラッチョ宮崎が話題に、その他にもオッペン木村、チョンベ高橋、スタコラ小泉、アーモンドカランチョなどの面白い名前の芸人がいた
- 6月
  - 初の番組本「三国一の幸せ者」発売、ベストセラーに
- 7月
  - 初のビアガーデンをニッポン放送屋上で開催するも雨天だった
  - 社長表彰5万円事件
- 8月
  - 聴取率記録樹立
  - 過労でたけしが倒れ、番組を初めて欠席。「ビートたけしのいないオールナイトニッポン」を放送。塚越孝、ビートきよし、片岡鶴太郎、山田邦子が出演した。

### 1982年
- 2月
  - 札幌の女事件
  - 松尾憲造（現:松尾伴内）弟子入り、ニッポン放送入り口で挙動不審者と間違われる
- 4月
  - 和田アキ子乱入＆放送禁止語連発事件
- 9月
  - ラロトンガ島ニセ生放送事件
- 11月
  - 菊地マネージャー札幌カニばさみ事件、この頃から「ジキル菊地」として話題になり始める
  - 松岡さんのカニの店事件、高田文夫の友人で放送作家の松岡孝経営のカニの店のプレオープンイベントに行くが、冗談で食中毒を装ったところシャレにならない事態に
- 12月
  - 小田和正がゲストに登場

### 1983年
- 1月
  - フィリピン自由恋愛事件、たけし・高田・景山の3人でフィリピン旅行。避妊具なしで自由恋愛に励む高田が「軍神・高田」と話題に
- 2月
  - たけしの師匠・深見千三郎死去、番組でも触れる
  - 日本アカデミー賞に代理でジキル菊地が出席、初めてテレビに映る。パンチパーマの凛々しい姿が話題に
- 3月
  - 桑田佳祐がゲストに登場
- 5月
  - 映画『戦場のメリークリスマス』カンヌ落選、落胆の生放送
- 6月
  - ポコチン露出事件、『タモリのANN』にゲストに行きポコチンを露出して騒動に
- 8月
  - ジキル菊地209（ツー・ゼロ・キュー）事件
- 9月
  - 後に各所で有名になるラッシャー板前の「私がウソをついておりました」事件
  - 大韓航空機撃墜事件を受けて落胆しながら生放送
- 12月
  - 松岡さんのカニの店より忘年会

### 1984年
- 1月
  - ロケ企画で軍団がニッポン放送屋上から氷上タップを中継
  - 北野菊次郎の職業暴露事件、ペンキ屋の前は弓屋・ラオ屋などをやっており、叔父の右吉と共に泣き売をやろうとしていた事などが発覚
- 2月
  - 暁のたけし倒れるウソ電話事件、たけしが病で倒れたというニセ情報で軍団を招集、反応を見た
  - フロッグマン初登場
- 3月
  - 「TBSの桂さん」初登場
  - 新幹線で横井英樹（当時ホテルニュージャパン社長）に遭遇
- 6月
  - この頃から「殿」の敬称を用い始める
  - 「カノックス久世さん」による『学問ノススメ』25時間連続収録事件
- 9月
  - 大学受験表明
- 10月
  - 太田プロ社歌事件、以前から話題になっていた副社に因んで、ハガキ職人・小泉せつ子から「利権が絡めば私もカラむ、そこのけそこのけコルセットが通る!」との歌詞が送られ評判に
- 12月
  - 28日の放送中、『オールナイトニッポン』の初代パーソナリティだった糸居五郎の死去を伝える一報が飛び込む。

### 1985年
- 1月
  - 映画『夜叉』のロケで高倉健と出会う、高倉が田中邦衛と組んで漫才をやろうとした事などが話題に
- 3月
  - 「悪魔の館」仮装パーティー事件、堀切ミロ主催の仮装パーティーで、軍団が股旅やクリの着ぐるみで来ようとして職務質問を受ける
- 4月
  - 森谷初代ディレクターから鳥谷ディレクターに交代
  - ハガキ職人・道上ゆきえのニセ引退事件、すぐに復帰
- 5月
  - 「チェック安原」初登場
- 7月
  - ハガキのポイント制が始まる
- 8月
  - 日航機墜落事故を受けて落胆しながら生放送
- 10月
  - 北の屋開店
- 12月
  - 北の屋から忘年会中継、たけしが体調不良で途中ダウン

### 1986年
- 1月
  - 発売したばかりのアドベンチャーゲーム『ポートピア連続殺人事件』をスタジオに持ち込み、たけしがプレーする様子を延々実況。犯人をたけしが言い当ててしまった。

- 2月
  - 昭和天皇と同じロールス・ロイスを買おうとして断念する事件
  - 日本アカデミー賞・鞍馬天狗事件
- 3月
  - グレート義太夫の叔父が元小結・国登だった事件
- 4月
  - 4月3日、たけしが『谷山浩子のANN』（当時木曜2部）最終回冒頭で花束を贈呈
- 5月
  - 井手らっきょカラ出張事件
  - ロールス・ロイスお騒がせ事件、ロールス・ロイスで銀座に買い物に行った際、当時来日していたダイアナ妃一行と勘違いされパニックに
  - キドカラー大道・ノックバット殺人未遂事件裁判
- 8月
  - 「TBSの桂さん」が『痛快なりゆき番組 風雲!たけし城』の功績で副部長昇格
- 12月
  - 12月9日に発生したフライデー襲撃事件により、半年間中断。事件後初の放送（12月11日）では高田文夫と前時間帯の『HITACHI FAN! FUN! TODAY』および『ぽっぷん王国』を担当していた上柳昌彦アナで生放送を行い、リスナーからの意見を随時紹介した。上柳は冒頭で「容疑者だから呼び捨てにしなきゃいけない（当時はNHK以外のマスコミが被疑者を呼び捨てで報道していた。）んですが、僕はどうしてもそれはできない」と述べ、一貫して「たけしさん」と呼称していた。

### 1987年
- 3月
  - 3月26日、代理パーソナリティーに大竹まことが就任。大竹は「たけしさんの番組なら俺は代打でいい」と快く引き受ける。同年6月18日の放送でも来週からはがきを読まれたリスナーにオリジナルノベルティグッズプレゼントなど来週の告知をしていたが、6月25日以降は以下のようになったことで代理はこの6月18日が最後となり、最後のあいさつなども出来ないままピンチヒッターの役目を終えた[34]。
- 6月
  - 6月25日、『たけし軍団のANN』ラスト30分にたけし乱入。また、ディレクターも3代目の安岡に交代
- 7月
  - 7月2日正式に復帰、ニッポン放送3階に待機する報道陣に自らお茶を振る舞う
  - プロ野球オールスター戦のゲスト解説に出演、屋鋪要（当時大洋ホエールズ）から「もう出所されたんですか」と言われる
- 8月
  - 軽井沢おかまツアー開催、参加者全員がニッポン放送集合時からオカマの扮装だったため、バス移動の道中に周囲から奇異の目で見られる
- 12月
  - たけしプロレス軍団で両国国技館に乱入

### 1988年
- 1月
  - 悪魔のスキーツアー開催、当時ロケで度々利用していた越後湯沢の神立高原スキー場に、一般参加者が海パン一丁、僧侶、巫女、看護師、新聞配達などの仮装で現れる
- 2月
  - 俳優の芦田伸介と遭遇、「やっぱり鶏だ」と呟く姿が番組内で話題に
- 3月
  - 3月24日に発生した上海列車事故の速報が番組中に入る。たけしは衝撃を受け途中退席
- 8月
  - 地獄のサマービーチツアー開催、三浦海岸海水浴場に、一般参加者が男性器の着ぐるみ、剣道着、修道女、スチュワーデス、サンタクロース、過激派などの仮装で現れる
- 12月
  - たけしの跳び箱オリンピック開催

### 1989年
- 2月
  - 鬼瓦権造の名前で電話帳に名前を掲載していた男性に生電話事件
- 3月
  - 跳び箱オリンピックの続編、逆上がりオリンピック開催
- 4月
  - ウッチャンナンチャンが自身のANN（金曜1部）を開始する前日、当番組でPRが放送された。事前に収録したもので、緊張の為か「たけしさんのオールナイトは2人ともファンでした、宜しくお願いします。」と笑いゼロの内容だった。
- 7月
  - 内田裕也をゲストに迎えるが、たけしがドタキャン。怒り狂った裕也だったが最後には「たけちゃん、頼むから来てくれよ」とボヤいて去っていった。
- 10月
  - 白いマンション強盗事件
- 12月
  - 経営不振からお好み焼き店となった北の屋から忘年会中継

### 1990年
- 2月
  - 日本アカデミー賞で「順番を守れ森繁」事件
- 8月
  - たけしがカミさんの生理を暴露して一族から大顰蹙を買う
- 9月
  - 9月6日伊集院光が名古屋のCBCラジオから代理出演。たけしが過労で声が出なくなったための起用。
  - 番組内で禁煙を試みるも挫折
- 10月
  - この頃からドラマ『浮浪雲』撮影の為TBS緑山スタジオでの録音が多くなる
  - 10月26日、爆笑問題が太田プロ独立後に代打で出演した。この時太田光が、番組の冒頭で「実はですね、たけしさんがとうとうですね、死んじゃいました」「フジテレビ、ウッチャンナンチャン、B21は嫌いです」などと発言し大問題に。後日談として、爆笑問題がニッポン放送社員全員に謝罪をした事、ニッポン放送を一時出入り禁止になった事、浅草キッドと一時仲が悪くなった事、そのまんま東が爆笑問題を絶賛した事が語られている。
- 12月
  - 12月27日最終回、「まさか最後の最後まで欠席では?」との不安の声もある中で、たけしは予定通りスタジオ入りし周囲を安堵させた。初代ディレクターの森谷によると「赤絨毯でキャストを迎えるのは、フリオ・イグレシアス以来」との事だった

## その他エピソード
- 当初は『ダディ竹千代のオールナイトニッポン』の後番組までの3ヶ月限定の予定だった。
- 最初は『ツービートのオールナイトニッポン』になる予定だったがギャラが折り合わず、たけし単独の番組になったと当時当番組プロデューサーの近衛正通が後に語っている。この「漫才コンビの面白い方を単独で出す」という発想は近衛が最初に思いついた事だと言われている。
- 実は第1回から第3回目までの放送は録音だった。たけしは初め単独で喋るのが不安だった事もあって「慣れるまでは」ということで当初は録音になったとの事。後に初代ディレクター森谷和郎がインタビューで明かしている。
- 単独の喋りに不安を抱いていたたけしは「高田文夫が一緒にスタジオに入ってくれること」を条件として出演をOKした。初期の台本は細かな部分まで指示が書き込まれており、高田によれば「薄い電話帳くらい書いた」とのこと。本番前に二人でリハーサルも行うという念の入れようだったが、同じ話を二度やることで放送時の新鮮味が薄れると判断。たけしが慣れてきたところで台本を外し、フリートークに移行した。（『笑芸人』Vol.4）
- ゲスト出演した角川春樹は高田のことを「うるさい」と言い、松任谷由実は「高田さんてウケ役なんだ」と言った。
- 村田英雄は「この人を怒らせたら、どういう反応をするか?」という趣向で取り上げられた物だった。しかし村田は怒るどころか全てを大らかに受け止め、たけしも村田の人間の大きさに感心した。
- 「色物の広場コーナー」を担当していた鶴太郎は、たけしと同じ芸能事務所（当時太田プロダクション）に所属し、当時たけしに続くホープとして売り出し中だったため、たけしと一緒に多くの番組に出演していた。いわゆるバーターである。
- フロッグマン関連で送られてきたハガキは総数約183万通。これは現在もニッポン放送の番組としては最高記録である。
- たけし軍団の松尾憲造（現:松尾伴内）はこの番組がデビューであり、たけしに代わりスポンサー名の読み上げを行っていた。
- たけし軍団メンバーの多くは本番組の放送の前後にニッポン放送でたけしの出待ちを行い、顔を覚えてもらい弟子入りするというパターンだった（本番組は生放送であり、その時間帯にニッポン放送に赴けば確実にたけしに会えるため）。
- 玉袋筋太郎は高校生の時、たけしらが生放送後に訪れていた東京・四谷の焼肉屋『羅生門』（現在も営業中）で待ち伏せしていた事がきっかけで、出演者だけでなくリスナーからも「追っかけのあんちゃん」として認識され、その後の弟子入りへと繋がった。
- 明石家さんまが木曜2部のオールナイトを1979年10月から1981年3月まで担当しており、3ヶ月間だけ「1部たけし・2部さんま」の期間があった。バトンタッチ時の様子が放送される事もあった。
- ハガキ職人を番組に招待した時には、番組とは一切無関係のプライベートで食事を御馳走したり、地方から上京したハガキ職人のために都内各所や番組見学に案内するなどしていた。
- 3代目ディレクターを務めた安岡喜郎は番組が終了して4年後の1994年にニッポン放送を退社し翌年日本テレビに転職するが、この番組が縁で「世界まる見え!テレビ特捜部」や「ビートたけしの今まで見たことないテレビ」など、たけしが出演する日本テレビ系番組のチーフプロデューサーを担当することになる。

## CMフィラー
- 「リ・ア・ス」
- 「Gun-do」
- 「岩清水」
- 「蛍」
- 「邪馬台国の夜明け」
- 「奥の細道」

以上、1981年10月〜1982年9月。姫神せんせいしょんのアルバム「奥の細道」より
- 「ZIG-ZAG」（今剛）
- 「AGATHA」（今剛）
- 「MONSTER MASH」（今剛）
- 「そよ風にのせて」（PARACHUTE）
- 「Sky High」（松原正樹）
- 「Night Scanners」（松原正樹）
- 「Pacific Coast Highway」（松原正樹）
- 「S.O.S. (Society of Soul)」（松原正樹）
- 「Sunset Lullaby」（松原正樹）
- 「Tequila Toast」（松原正樹）
- 「Dead End」（The Crusaders）
- 「Mr.Cool」（The Crusaders）
- 「Last Call」（The Crusaders）
- 「Standing Tall」（The Crusaders）
- 「Rodeo Drive (High Steppin')」（The Crusaders）

以下は放送末期（最終回まで）
- 「City Lights」（Dan Siegel）
- 「Class Reunion」（Dan Siegel）
- 「Memories Of The West」（Dan Siegel）
- 「JOY RIDE」（Dan Siegel）

※ローカルCM時間帯に流れるCMフィラー。

## エンディング曲
- 「ハイサイおじさん」（喜納昌吉&チャンプルーズ）
- 「花〜すべての人の心に花を〜」（喜納昌吉）
- 「たかをくくろうか」（ビートたけし）
- 「抱いた腰がチャッチャッチャッ」（ビートたけし&たけし軍団）
- 「見る前に跳べ」（ビートたけし）
- 「J」（ミン・ヘイギョン）
- 「浅草キッド」（ビートたけし）
- 「東京子守唄」（ビートたけし）
- 「あの人に会える」（小田和正）
- 「愛されてセレナーデ」(ヤン・スギョン)
- 「あの人に会える」（小田和正・再）
- 「浅草キッド」（ビートたけし・最終回）

※ほぼフルコーラス流れて番組は終了。時報が鳴る。

## 放送時間
- 木曜 深夜25:00-27:00（ニッポン放送をキーステーションに全国ネット）

## レギュラー放送終了後の復活
- 1991年10月14日
- 1997年10月24日（ビートたけしのオールナイトニッポンDXとして放送）
- 2008年2月23日（オールナイトニッポン40周年 俺たちのオールナイトニッポンとして放送）
- 2013年2月24日（たけし みゆき 千春も登場! 伝説のパーソナリティが今を語る オールナイトニッポン45時間スペシャルとして放送）
- 2018年3月3日（オールナイトニッポン50周年を記念して一夜限りの復活。番組終盤には弟子であるアル北郷と〆さばアタルが飛び入りで参加した）[35]
- 2018年12月10日（ビートたけしのオールナイトニッポンPremiumとして放送）

## 関連書籍
- 番組本

「幸せシリーズ」と呼ばれタイトルに「幸」の文字が必ず入っていた。ほぼ年1冊のペースで出版。
- - ビートたけしの三国一の幸せ者（1981年7月）
  - ビートたけしの幸せひとり占め（1981年12月）
  - ビートたけしのおもわず幸せになってしまいました（1982年、以上サンケイ出版）
  - ビートたけしの無条件幸福（1983年）
  - ビートたけしのニッチも幸も（1984年）
  - ビートたけしの幸か不幸か（1985年）
  - ビートたけしの不幸中の幸い（1986年）
  - ビートたけしの全面幸福（1988年）
  - ビートたけしのその男幸せにつき（1990年1月）
  - ビートたけしの幸せ丸十年（1990年11月、以上ニッポン放送出版）

- 番組カセットブック
  - ビートたけしのここに幸あり-カセット版ベスト・オブ・オールナイトニッポン（1988年、扶桑社）

- その他
  - hon-nin(太田出版ムック)連載企画：ビートたけしのオールナイトニッポン傑作選!/2006年9月〜Vol.0〜Vol.4(2008年2月発売)
  - 本人本01 ビートたけしのオールナイトニッポン傑作選!（オフィス北野/ニッポン放送/高田文夫事務所/太田プロダクション/兵庫慎司、2008年2月、太田出版）

上記『hon-nin』の連載を纏めたもの。「伝説の第一回放送（1981年）」「衝撃！「札幌の女」スキャンダル事件（1982年）」「映画『戦場のメリークリスマス』特集!（1982、1983年）」「キドカラー大道ノックバット裁判事件（1986年）」「たけし、霊能力者に会う!事件（1987年）」「宮崎県知事、日本右往左往の頃（1981年、『hon-nin』には未収録）」が収められている。